# Bryconamericus ichoensis
Bryconamericus ichoensis е вид лъчеперка от семейство Харациди (Characidae). Видът не е застрашен от изчезване.

## Разпространение
Разпространен е в Колумбия.

## Описание
На дължина достигат до 3,4 cm.